# Emanuel Gottlieb Flemming

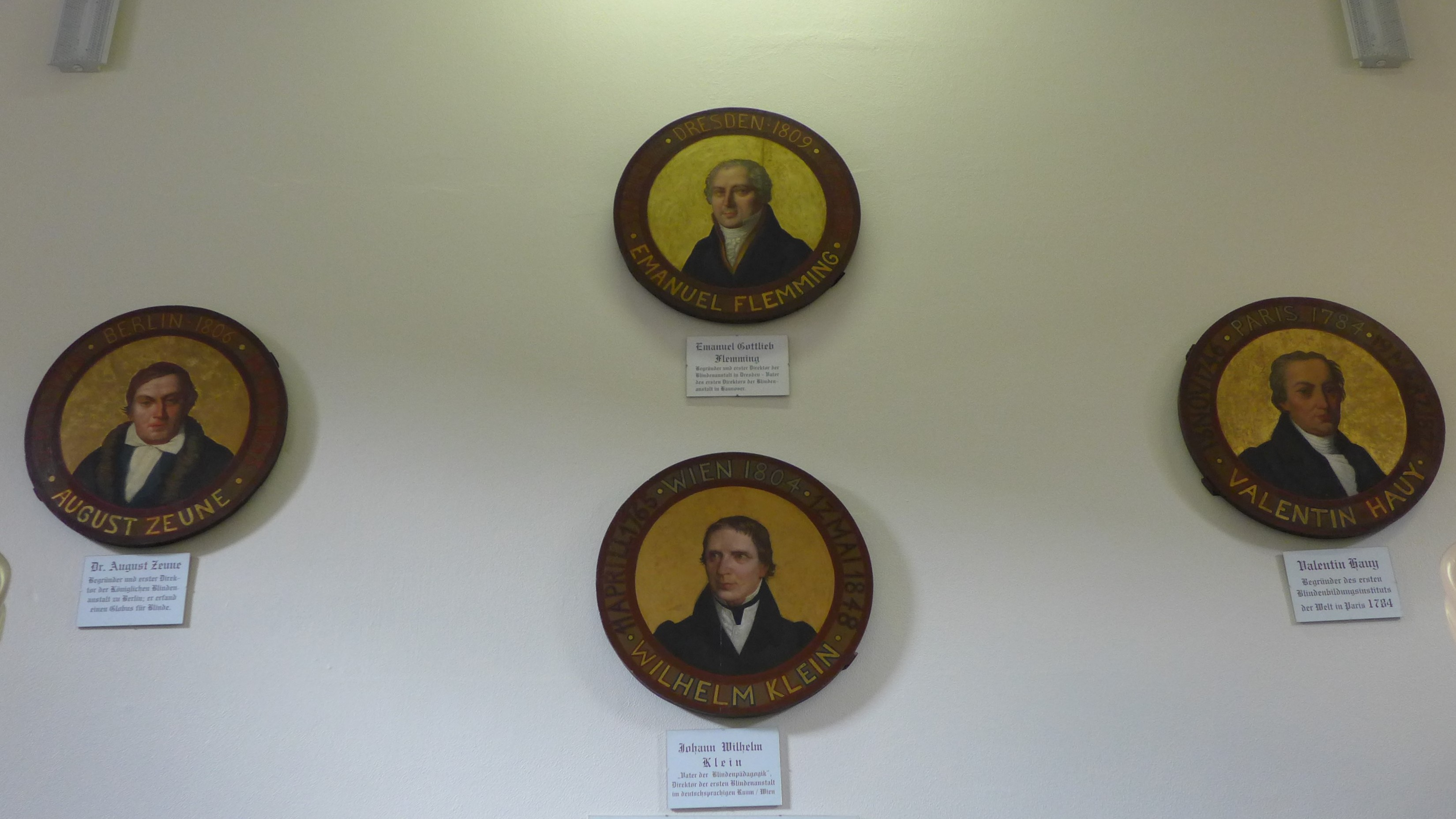
Porträt von Emanuel Flemming (oben in der Mitte) im Landesbildungszentrum für Blinde in Hannover

Emanuel Gottlieb Flemming, auch Immanuel Gottlieb Flemming (* 3. April 1772 in Jüterbog; † 13. Februar 1818 in Dresden) war der Begründer des sächsischen Blindenwesens.

## Leben
Flemming studierte Evangelische Theologie in Leipzig. Er wirkte einige Jahre als Privatlehrer. In Berlin lernte er Johann August Zeune kennen, an dessen Blindenanstalt er unterrichtete. 1807 heiratete er in Berlin Ernestine Winkler (* 8. April 1781 in Berlin; † 16. März 1845 in Dresden). Zu Jahresbeginn 1809 eröffnete er in Dresden die Königliche Blindenanstalt, unterstützt von König Friedrich August, finanziell gefördert von der Loge „Zum Goldenen Apfel“. Hier begannen Flemming und seine Ehefrau mit dem Unterricht mehrerer blinder Schüler. 1811 erfolgte der Umzug in ein eigenes Haus mit Garten, das der sächsische Minister Peter Karl Wilhelm von Hohenthal zur Verfügung stellte. Ab 1813 erhielt die Anstalt dauerhafte Unterstützung vom König. 1818 starb Flemming und wurde auf dem (zweiten) Annenkirchhof in Dresden beerdigt. Die Blindenanstalt wurde durch Ludewig Steckling, der 1819 auch Flemmings Witwe heiratete, weitergeführt. 1825 wurde sie mit der Schütze’schen Blindenanstalt fusioniert, 1830 verstaatlicht und 1905 nach Chemnitz-Altendorf verlegt.
Flemmings Sohn Emanuel Friedrich Flemming wurde 1843 der erste Direktor der Blindenanstalt in Hannover.